# 4 août aux Jeux olympiques d'été de 2024
Navigation
3 août 5 août
Le dimanche 4 août 2024 est le onzième jour de compétitions des Jeux olympiques d'été de 2024 à Paris en France.

## Programme
| Heure UTC+02:00 (France)                      |               |
| bleu                                          | Cérémonie     |
| neutre                                        | Épreuve       |
| or                                            | Finale        |
| orange                                        | Petite finale |
| rose                                          | Reporté       |
| gris                                          | Annulé        |
| Compétition masculine                         | Hommes        |
| Compétition féminine                          | Femmes        |
| Compétition mixte (hommes et femmes mélangés) | Mixte         |
| Compétition en couple (1 homme et 1 femme)    | Couple        |
| modifier                                      |               |

| Horaire | Discipline Spécialité | Discipline Spécialité                           | Discipline Spécialité                         | Phase                      | Résultats               | Références |
| ------- | --------------------- | ----------------------------------------------- | --------------------------------------------- | -------------------------- | ----------------------- | ---------- |
| 8 h 30  |                       | Badminton Simple                                | Compétition femmes                            | 1/2 finale                 | -                       | -          |
| 9 h 0   |                       | Beach-volley                                    | -                                             | 8e de finale               | vs                      |            |
| 9 h 0   |                       | Golf Compétition masculine (Tour 4)             | Compétition hommes                            | Finale                     |                         |            |
| 9 h 0   |                       | Handball Tournoi masculin                       | Compétition hommes                            | Tour préliminaire Groupe A | Suède vs Japon          |            |
| 9 h 0   |                       | Tir Pistolet à 25 m tir rapide                  | Compétition hommes                            | Qualifications             | -                       | -          |
| 9 h 0   |                       | Volley-ball Tournoi féminin                     | Compétition femmes                            | Tour préliminaire Groupe C | Italie vs Turquie       |            |
| 9 h 30  |                       | Tir Skeet (Phase 2)                             | Compétition femmes                            | Qualifications             | -                       | -          |
| 9 h 30  |                       | Tir à l'arc Individuel                          | Compétition hommes                            | 8e de finale               | -                       | -          |
| 10 h 0  |                       | Beach-volley                                    | -                                             | 8e de finale               | vs                      |            |
| 10 h 0  |                       | Équitation Dressage individuel Grand prix libre | Compétition mixte (hommes et femmes ensemble) | Finale                     |                         |            |
| 10 h 0  |                       | Hockey sur gazon Tournoi masculin               | Compétition hommes                            | 1/4 de finale              | vs                      |            |
| 10 h 5  |                       | Athlétisme 3 000 m steeple                      | Compétition femmes                            | 1er tour                   | -                       | -          |
| 10 h 20 |                       | Athlétisme Lancer du marteau (Groupe A)         | Compétition femmes                            | Qualifications             | -                       | -          |
| 10 h 50 |                       | Badminton Simple                                | Compétition hommes                            | 1/2 finale                 | -                       | -          |
| 10 h 55 |                       | Athlétisme 200 m                                | Compétition femmes                            | 1er tour                   | -                       | -          |
| 11 h 0  |                       | Basket-ball Tournoi féminin                     | Compétition femmes                            | Tour préliminaire Groupe C | Japon vs Belgique       |            |
| 11 h 0  |                       | Handball Tournoi masculin                       | Compétition hommes                            | Tour préliminaire Groupe B | Égypte vs Argentine     |            |
| 11 h 0  |                       | Athlétisme Saut en longueur                     | Compétition hommes                            | Qualifications             | -                       | -          |
| 11 h 0  |                       | Voile Nacra 17 (courses 4, 5 et 6)              | Compétition en couple (1 homme et 1 femme)    | Tour de compétition        | -                       | -          |
| 11 h 0  |                       | Voile Laser (courses 7 et 8)                    | Compétition hommes                            | Tour de compétition        | -                       | -          |
| 11 h 0  |                       | Voile Laser Radial (courses 7 et 8)             | Compétition femmes                            | Tour de compétition        | -                       | -          |
| 11 h 0  |                       | Voile Formula Kite (courses 1, 2, 3 et 4)       | Compétition hommes                            | Tour de compétition        | -                       | -          |
| 11 h 0  |                       | Voile Formula Kite (courses 1, 2, 3 et 4)       | Compétition femmes                            | Tour de compétition        | -                       | -          |
| 11 h 0  |                       | Voile 470 (courses 5 et 6)                      | Compétition en couple (1 homme et 1 femme)    | Tour de compétition        | -                       | -          |
| 11 h 45 |                       | Athlétisme Lancer du marteau (Groupe B)         | Compétition femmes                            | Qualifications             | -                       | -          |
| 11 h 50 |                       | Athlétisme 110 m haies                          | Compétition hommes                            | 1er tour                   | -                       | -          |
| 11 h 50 |                       | Escrime Fleuret par équipes                     | Compétition hommes                            | 1/4 de finale              | -                       | -          |
| 12 h 0  |                       | Tennis Double                                   | Compétition femmes                            | Petite finale              | vs                      |            |
| 12 h 0  |                       | Tennis Simple                                   | Compétition hommes                            | Finale                     | vs                      |            |
| 12 h 0  |                       | Tennis Double                                   | Compétition femmes                            | Finale                     | vs                      |            |
| 12 h 30 |                       | Hockey sur gazon Tournoi masculin               | Compétition hommes                            | 1/4 de finale              | vs                      |            |
| 12 h 35 |                       | Athlétisme 400 m haies                          | Compétition femmes                            | 1er tour                   | -                       | -          |
| 13 h 0  |                       | Beach-volley                                    | -                                             | 8e de finale               | vs                      |            |
| 13 h 0  |                       | Tir à l'arc Individuel                          | Compétition hommes                            | 1/4 de finale              | -                       | -          |
| 13 h 0  |                       | Volley-ball Tournoi féminin                     | Compétition femmes                            | Tour préliminaire Groupe A | France vs États-Unis    |            |
| 13 h 30 |                       | Basket-ball Tournoi féminin                     | Compétition femmes                            | Tour préliminaire Groupe B | Canada vs Nigeria       |            |
| 13 h 30 |                       | Tennis de table Simple                          | Compétition hommes                            | Finale                     |                         |            |
| 13 h 40 |                       | Escrime Fleuret par équipes                     | Compétition hommes                            | Tour de classement         | -                       | -          |
| 13 h 52 |                       | Tir à l'arc Individuel                          | Compétition hommes                            | 1/2 de finale              | -                       | -          |
| 14 h 0  |                       | Beach-volley                                    | -                                             | 8e de finale               | vs                      |            |
| 14 h 0  |                       | Cyclisme sur route Course en ligne              | Compétition femmes                            | Finale                     |                         |            |
| 14 h 0  |                       | Handball Tournoi masculin                       | Compétition hommes                            | Tour préliminaire Groupe A | Allemagne vs Slovénie   |            |
| 14 h 0  |                       | Water-polo Tournoi féminin                      | Compétition femmes                            | Tour préliminaire Groupe A | Hongrie vs Australie    |            |
| 14 h 33 |                       | Tir à l'arc Individuel                          | Compétition hommes                            | Finale                     |                         |            |
| 14 h 50 |                       | Escrime Fleuret par équipes                     | Compétition hommes                            | 1/2 finale                 | -                       | -          |
| 15 h 0  |                       | Badminton Double                                | Compétition hommes                            | Finale                     |                         |            |
| 15 h 0  |                       | Gymnastique artistique Anneaux                  | Compétition hommes                            | Finale                     |                         |            |
| 15 h 30 |                       | Canoë-kayak (slalom) KX1                        | Compétition hommes                            | Éliminatoires              | -                       | -          |
| 15 h 30 |                       | Tir Skeet                                       | Compétition femmes                            | Finale                     |                         |            |
| 15 h 35 |                       | Water-polo Tournoi féminin                      | Compétition femmes                            | Tour préliminaire Groupe B | Italie vs Espagne       |            |
| 15 h 40 |                       | Gymnastique artistique Barres asymétriques      | Compétition femmes                            | Finale                     |                         |            |
| 16 h 0  |                       | Escrime Fleuret par équipes                     | Compétition hommes                            | Tour de classement         | -                       | -          |
| 16 h 0  |                       | Handball Tournoi masculin                       | Compétition hommes                            | Tour préliminaire Groupe B | Hongrie vs France       |            |
| 16 h 25 |                       | Gymnastique artistique Saut de cheval           | Compétition hommes                            | Finale                     |                         |            |
| 16 h 45 |                       | Canoë-kayak (slalom) KX1                        | Compétition femmes                            | Éliminatoires              | -                       | -          |
| 17 h 0  |                       | Beach-volley                                    | -                                             | 8e de finale               | vs                      |            |
| 17 h 0  |                       | Volley-ball Tournoi féminin                     | Compétition femmes                            | Tour préliminaire Groupe A | Chine vs Serbie         |            |
| 17 h 15 |                       | Basket-ball Tournoi féminin                     | Compétition femmes                            | Tour préliminaire Groupe C | Allemagne vs États-Unis |            |
| 17 h 30 |                       | Basket-ball à trois Tournoi masculin            | Compétition hommes                            | Tour préliminaire          | France vs Chine         |            |
| 17 h 30 |                       | Hockey sur gazon Tournoi masculin               | Compétition hommes                            | 1/4 de finale              | vs                      |            |
| 18 h 0  |                       | Basket-ball à trois Tournoi masculin            | Compétition hommes                            | Tour préliminaire          | Lettonie vs Pologne     |            |
| 18 h 0  |                       | Beach-volley                                    | -                                             | 8e de finale               | vs                      |            |
| 18 h 30 |                       | Natation 50 m nage libre                        | Compétition femmes                            | Finale                     |                         |            |
| 18 h 30 |                       | Water-polo Tournoi féminin                      | Compétition femmes                            | Tour préliminaire Groupe A | Canada vs Pays-Bas      |            |
| 18 h 35 |                       | Basket-ball à trois Tournoi masculin            | Compétition hommes                            | Tour préliminaire          | Serbie vs Lituanie      |            |
| 18 h 36 |                       | Natation 1 500 m nage libre                     | Compétition hommes                            | Finale                     |                         |            |
| 19 h 0  |                       | Handball Tournoi masculin                       | Compétition hommes                            | Tour préliminaire Groupe B | Danemark vs Norvège     |            |
| 19 h 5  |                       | Athlétisme 400 m                                | Compétition hommes                            | 1er tour                   | -                       | -          |
| 19 h 5  |                       | Basket-ball à trois Tournoi masculin            | Compétition hommes                            | Tour préliminaire          | États-Unis vs Pays-Bas  |            |
| 19 h 10 |                       | Escrime Fleuret par équipes                     | Compétition hommes                            | Finale                     |                         |            |
| 19 h 12 |                       | Natation Relais 4 x 100 m 4 nages               | Compétition hommes                            | Finale                     |                         |            |
| 19 h 35 |                       | Natation Relais 4 x 100 m 4 nages               | Compétition femmes                            | Finale                     |                         |            |
| 19 h 50 |                       | Athlétisme Saut en hauteur                      | Compétition femmes                            | Finale                     |                         |            |
| 20 h 0  |                       | Athlétisme 100 m                                | Compétition hommes                            | 1/2 finale                 | -                       | -          |
| 20 h 0  |                       | Hockey sur gazon Tournoi masculin               | Compétition hommes                            | 1/4 de finale              | vs                      |            |
| 20 h 5  |                       | Water-polo Tournoi féminin                      | Compétition femmes                            | Tour préliminaire Groupe B | France vs Grèce         |            |
| 20 h 30 |                       | Athlétisme Lancer du marteau                    | Compétition hommes                            | Finale                     |                         |            |
| 20 h 40 |                       | Athlétisme 800 m                                | Compétition femmes                            | 1/2 finale                 | -                       | -          |
| 21 h 0  |                       | Basket-ball Tournoi féminin                     | Compétition femmes                            | Tour préliminaire Groupe C | Australie vs France     |            |
| 21 h 0  |                       | Beach-volley                                    | -                                             | 8e de finale               | vs                      |            |
| 21 h 0  |                       | Handball Tournoi masculin                       | Compétition hommes                            | Tour préliminaire Groupe A | Espagne vs Croatie      |            |
| 21 h 0  |                       | Volley-ball Tournoi féminin                     | Compétition femmes                            | Tour préliminaire Groupe B | Brésil vs Pologne       |            |
| 21 h 15 |                       | Athlétisme 1 500 m                              | Compétition hommes                            | 1/2 finale                 | -                       | -          |
| 21 h 30 |                       | Basket-ball à trois Tournoi masculin            | Compétition hommes                            | 1/4 de finale              | vs                      |            |
| 21 h 55 |                       | Athlétisme 100 mètres                           | Compétition hommes                            | Finale                     |                         |            |
| 22 h 0  |                       | Beach-volley                                    | -                                             | 8e de finale               | vs                      |            |
| 22 h 5  |                       | Basket-ball à trois Tournoi masculin            | Compétition hommes                            | 1/4 de finale              | vs                      |            |

## Tableaux des médailles
| Rang  | Nation | Or | Argent | Bronze | Total |
| ----- | ------ | -- | ------ | ------ | ----- |
| 1     |        |    |        |        |       |
| 2     |        |    |        |        |       |
| 3     |        |    |        |        |       |
| 4     |        |    |        |        |       |
| 5     |        |    |        |        |       |
| Total |        |    |        |        |       |

| Rang  | Nation | Or | Argent | Bronze | Total |
| ----- | ------ | -- | ------ | ------ | ----- |
| 1     |        |    |        |        |       |
| 2     |        |    |        |        |       |
| 3     |        |    |        |        |       |
| 4     |        |    |        |        |       |
| 5     |        |    |        |        |       |
| Total |        |    |        |        |       |